# Šamhorčaj
Šamhorčaj (azerski: Şəmkirçay, ruski: Шамхорчай) je rijeka u Azerbajdžanu. Duga je 95 km. Površina porječja iznosi 1170 km2. Prosječni protok na udaljenosti 49 km od ušća iznosi 8,58 m3/s. Izvire na Šahdagu, vrhu Velikog Kavkaza. Ulijeva se u Šamkirsko jezero. Prije postojanja jezera rijeka je bila desna pritoka rijeke Kure.
U gornjem toku ima tipičan planinski karakter. U nižem toku razdvaja se na rukavce. Prihranjuje se sočnicom, kišnicom i podzemnim vodama. Koristi se za navodnjavanje.